# Карвін (Західнопоморське воєводство)
Карвін (пол. Karwin) — село в Польщі, у гміні Карліно Білоґардського повіту Західнопоморського воєводства.
Населення — 160 осіб (2011).
У 1975-1998 роках село належало до Кошалінського воєводства.

## Демографія
Демографічна структура станом на 31 березня 2011 року:
|          | Загалом | Допрацездатний вік | Працездатний вік | Постпрацездатний вік |
| -------- | ------- | ------------------ | ---------------- | -------------------- |
| Чоловіки | 75      | 13                 | 55               | 7                    |
| Жінки    | 85      | 22                 | 45               | 18                   |
| Разом    | 160     | 35                 | 100              | 25                   |